# Recreatieplas
Een recreatieplas is een watervlakte met recreatiemogelijkheden. Een dergelijke plas kan bijvoorbeeld een ven zijn of zijn ontstaan bij turf-, zand- of grindwinning, een dijkdoorbraak of een rivier(arm)afsluiting. 
Recreanten zonnen, baden, zwemmen, vissen of bestuderen de natuur bij dergelijke plassen. Soms zijn er aanvullende voorzieningen, zoals een camping, manege, horecagelegenheid, kabelskibaan of watersportmogelijkheden.

## Recreatieplassen in Nederland
Deze onvolledige lijst is open voor aanvullingen: alfabetisch naar naam van de plas.

### Drenthe

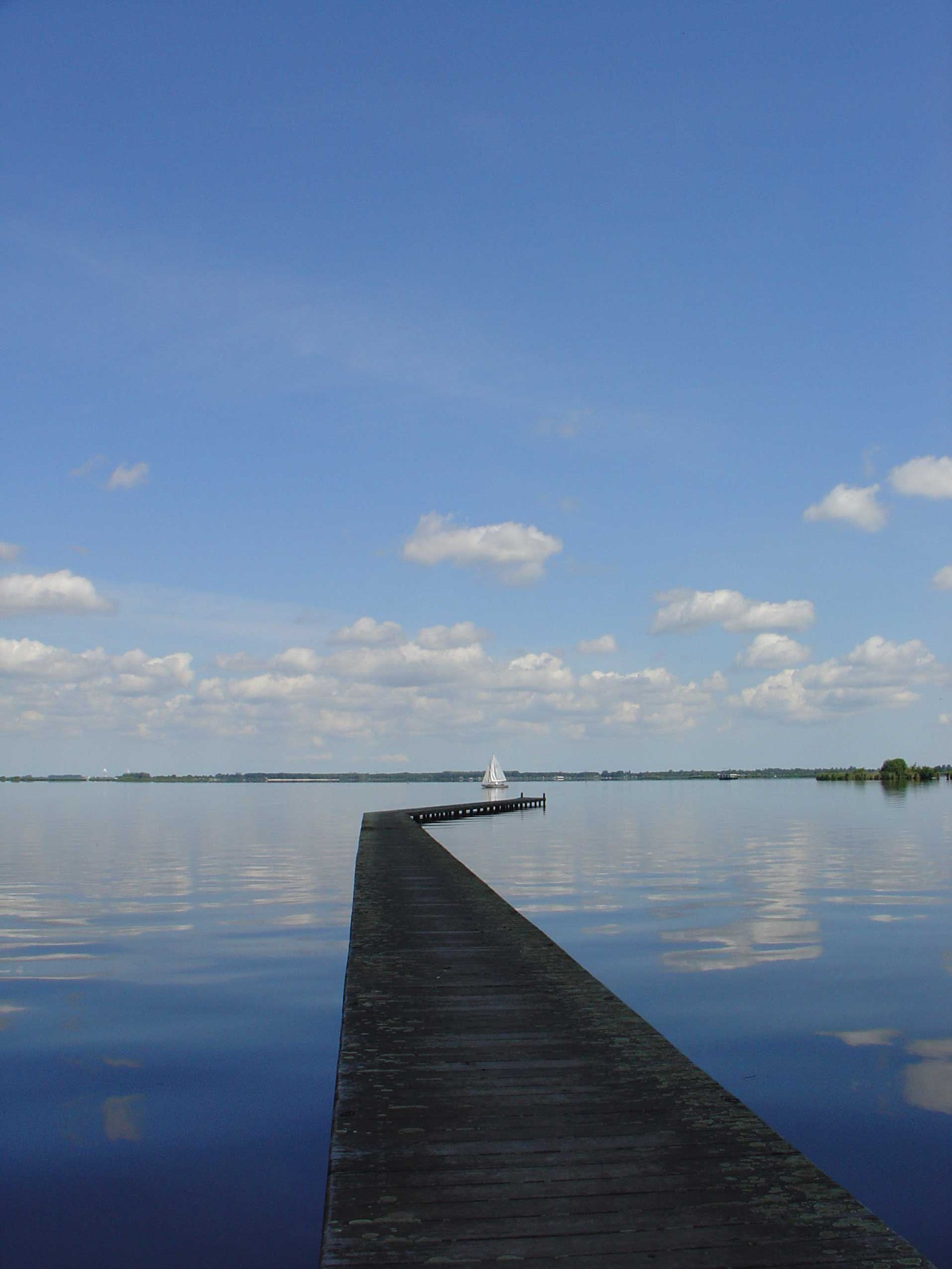
Zuidlaardermeer

- Baggelhuizerplas, bij Assen
- Boerenveenseplas, bij Hoogeveen
- Ermerzand, bij Erm bij Coevorden
- Grote Rietplas, bij Emmen
- Ieberenplas, bij Elp
- Kibbelkoele, bij Kibbelveen
- Kleine Rietplas, in Emmen
- Leekstermeer, bij Leek
- Loomeer, bij Schoonloo
- 't Nije Hemelriek, bij Gasselte
- Ronostrand, bij Norg
- Zuidlaardermeer, bij Zuidlaren

### Flevoland
- Almeerderstrand aan het Gooimeer, bij Almere
- Weerwater, bij Almere Stad
- Zilverstrand aan het Gooimeer, bij Almere

### Friesland
- Bergumermeer, bij Bergum
- Canadameer, bij Appelscha
- Heegermeer, bij Heeg
- De Heide, bij Heerenveen

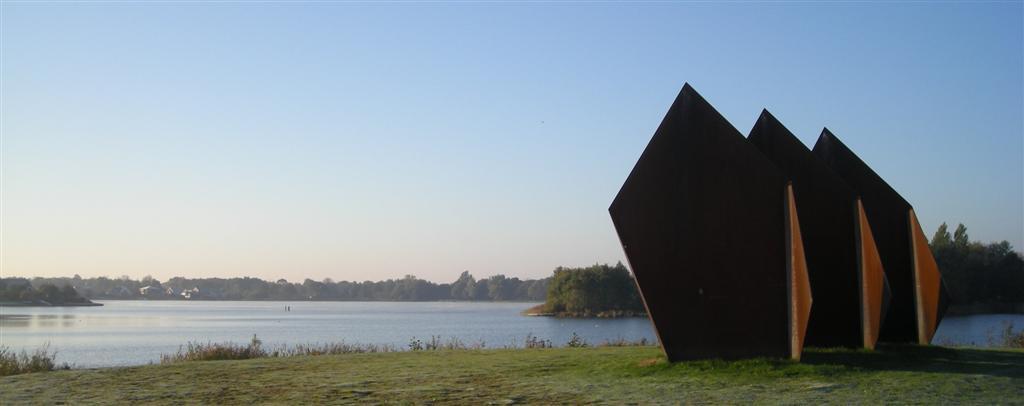
De Heide bij Heerenveen

- De Groene Ster (recreatiegebied), bij Leeuwarden
- Groote Wielen, bij Leeuwarden
- Snekermeer, bij Sneek

### Gelderland
- Berendonck, bij Wijchen
- Bussloo, bij Voorst
- De Gouden Ham, bij Maasbommel
- Groene Heuvels, bij Ewijk
- Heerderstrand, bij Heerde
- Kievitsveld, bij Emst
- Nieuw Hulckesteijn, bij Nijkerk

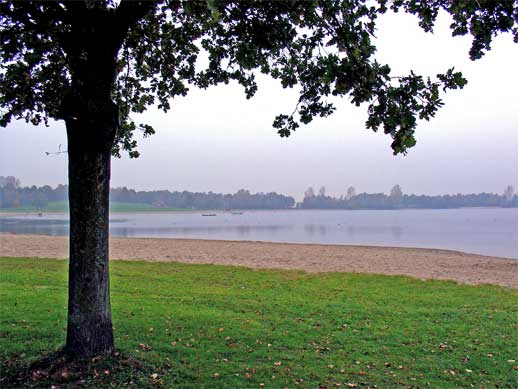
Stroombroek bij Braamt

- Recreatieterrein Lingebos, bij Vuren (dorp)
- Rhederlaag, bij Arnhem
- Rijkerswoerdse Plassen, bij Arnhem
- Slingeplas, bij Bredevoort
- Strand Horst, bij Ermelo
- Strand Nulde, bij Putten
- Stroombroek, bij Braamt
- Wylerbergmeer, bij Beek
- Zandenplas, bij Nunspeet
- Recreatiegebied Zeumeren, bij Voorthuizen
- De Beldert bij Zoelen

### Groningen

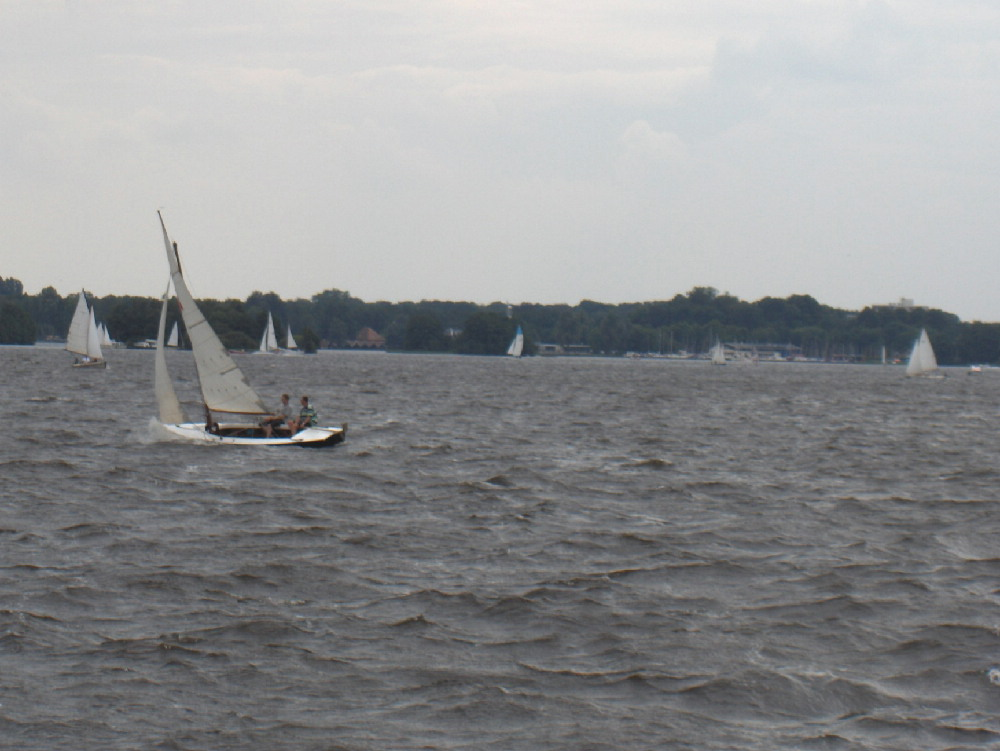
Paterwoldsemeer bij Groningen

- Botjes Zandgat, bij Zuidbroek (sinds 2011 dagrecreatie, in de toekomst ook verblijfsrecreatie)
- Hoornseplas, bij Groningen
- Kardingerplas, bij Groningen
- Lettelberterplas, bij Lettelbert
- Paterswoldsemeer bij Groningen
- Proostmeer, bij Wagenborgen
- Ruskenveenseplas, bij Hoogkerk
- Schildmeer, bij Steendam
- Zuidlaardermeer, bij Zuidlaren

### Limburg
- Boschmolenplas, bij Heel
- Kasteelse Bossen, bij Horst-Melderslo
- Landgoed Hommelheide, bij Susteren
- Leukermeer, bij Well
- Mookerplas, bij Mook
- Maasduinen, bij Arcen
- Witte Vennen, bij Oostrum

### Noord-Brabant

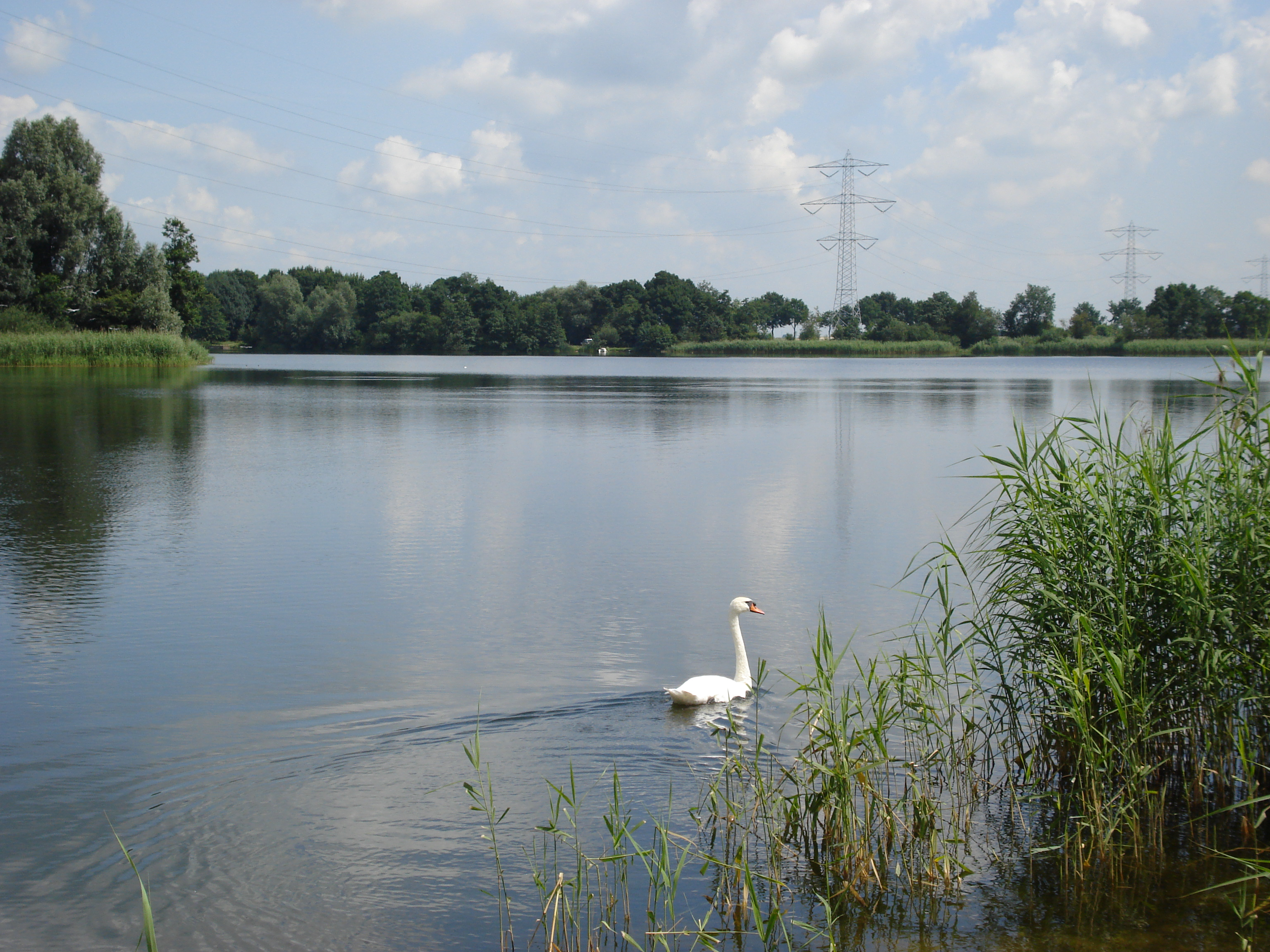
Rosmalenseplas

- De Achterste Hoef, bij Recreatiepark De Achterste Hoef, Bladel
- Asterdplas, bij Haagse Beemden, Breda
- Aquabest, bij Best
- Berkendonk, bij Helmond
- Binnenschelde, bij Bergen op Zoom
- E3 Strand, bij Eersel
- Engelermeer, bij 's-Hertogenbosch / Engelen
- Eurostrand, bij Westerhoven
- Galderse Meren, bij Galder / Breda
- Kraaijenbergse Plassen, bij Cuijk
- De Kuil, bij Prinsenbeek, Breda
- De Langspier, bij Boxtel
- Oosterplas, bij 's-Hertogenbosch
- Rosmalense Plas, bij Rosmalen
- IJzeren Man, bij Vught
- Zuiderplas, bij 's-Hertogenbosch

### Noord-Holland

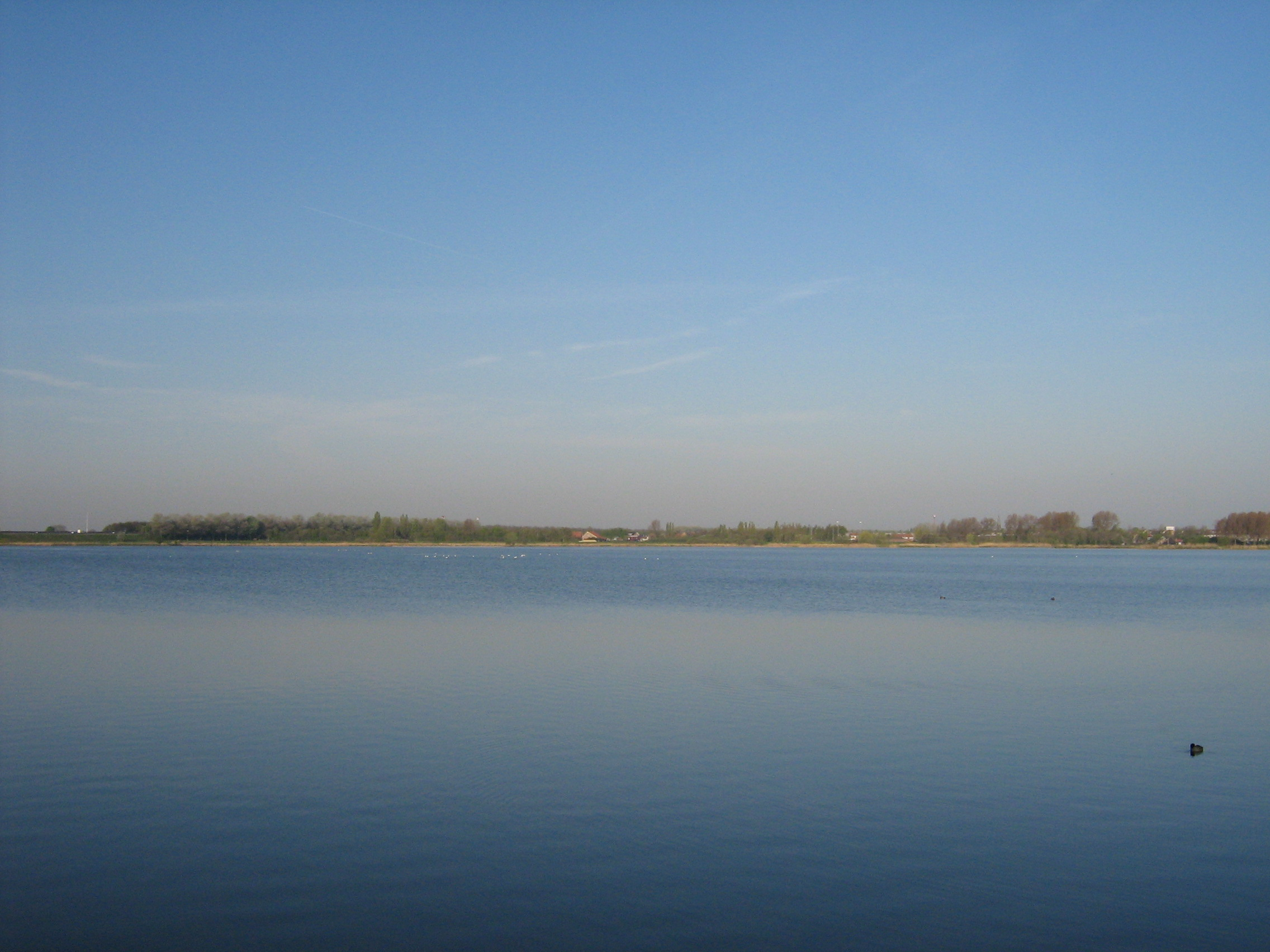
Ouderkerkerplas bij Ouderkerk aan de Amstel

- Gaasperplas, bij Amsterdam-Zuidoost
- Geestmerambacht, bij Broek op Langedijk
- De Leyen, bij Hensbroek
- Loosdrechtse Plassen, bij Loosdrecht
- Naarderbos aan het Gooimeer, bij Naarden
- Nieuwe Meer met het Amsterdamse Bos bij Amstelveen
- Oosteinderplassen, bij Aalsmeer
- Ouderkerkerplas, bij Ouderkerk aan de Amstel
- Sloterplas, tussen de Westelijke Tuinsteden van Amsterdam.
- Spaarnwoude (recreatiegebied), bij Spaarnwoude
- Het Streekbos, bij Bovenkarspel, gemeente Stede Broec
- Toolenburg, bij Hoofddorp
- Veerplas bij Haarlem
- Westeinderplassen, bij Aalsmeer

### Overijssel
- De Oldemeijer, bij Hardenberg
- Het Rutbeek, bij Enschede
- Het Hulsbeek, bij Oldenzaal
- Het Lageveld, bij Wierden

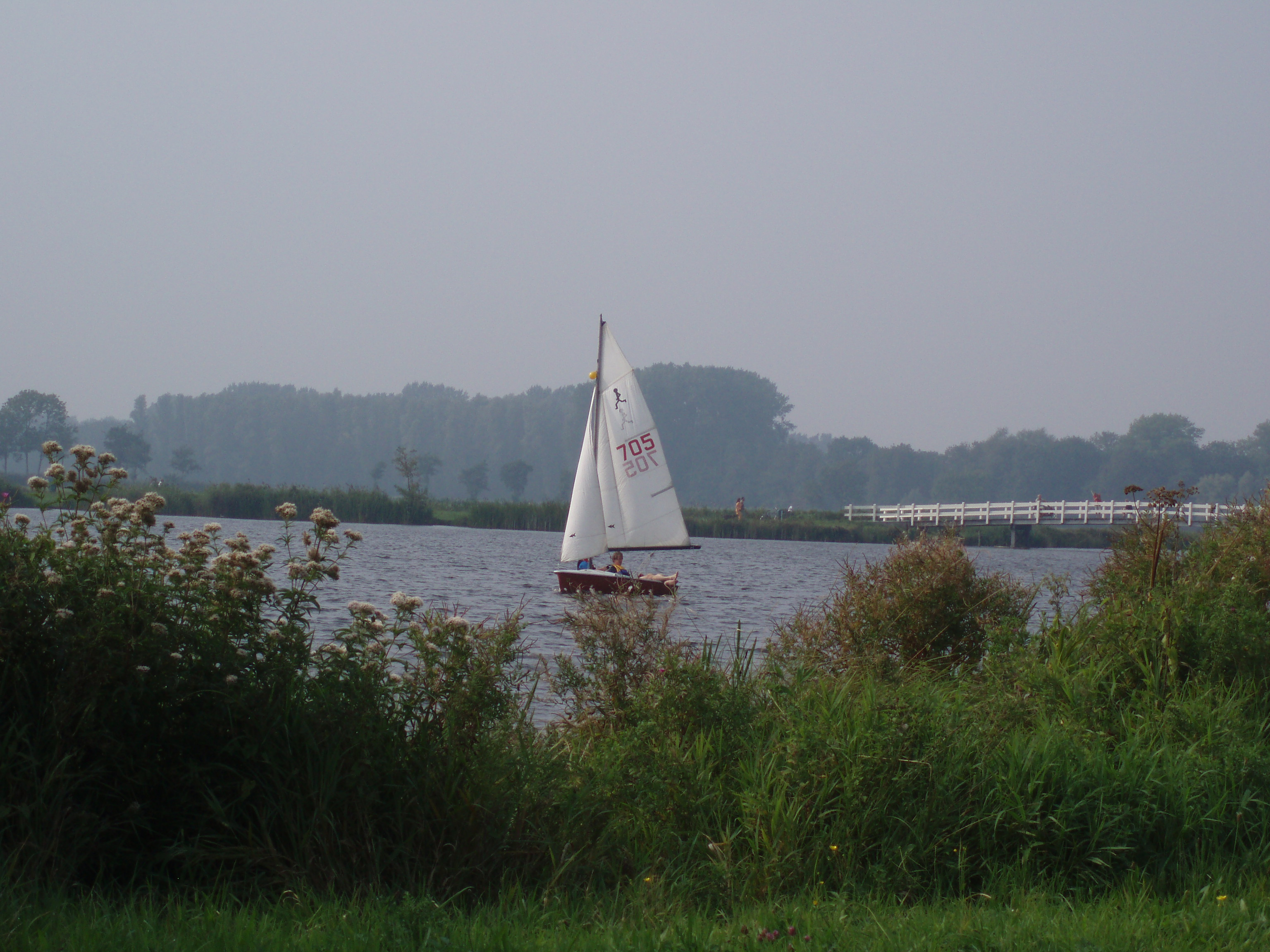
Wijde Aa

- Wijde Aa (Overijssel), bij Zwolle
- De Agnietenplas, bij Zwolle
- De Milligerplas, bij Zwolle
- Wijthmenerplas, bij Zwolle
- Zwarte Dennen, bij Punthorst
- Het Grasbroek, Bij Bornerbroek

### Utrecht
- Cattenbroek, bij Woerden
- Gravenbol, bij Wijk bij Duurstede
- Haarrijnseplas, bij Vleuten
- Henschotermeer, bij Woudenberg

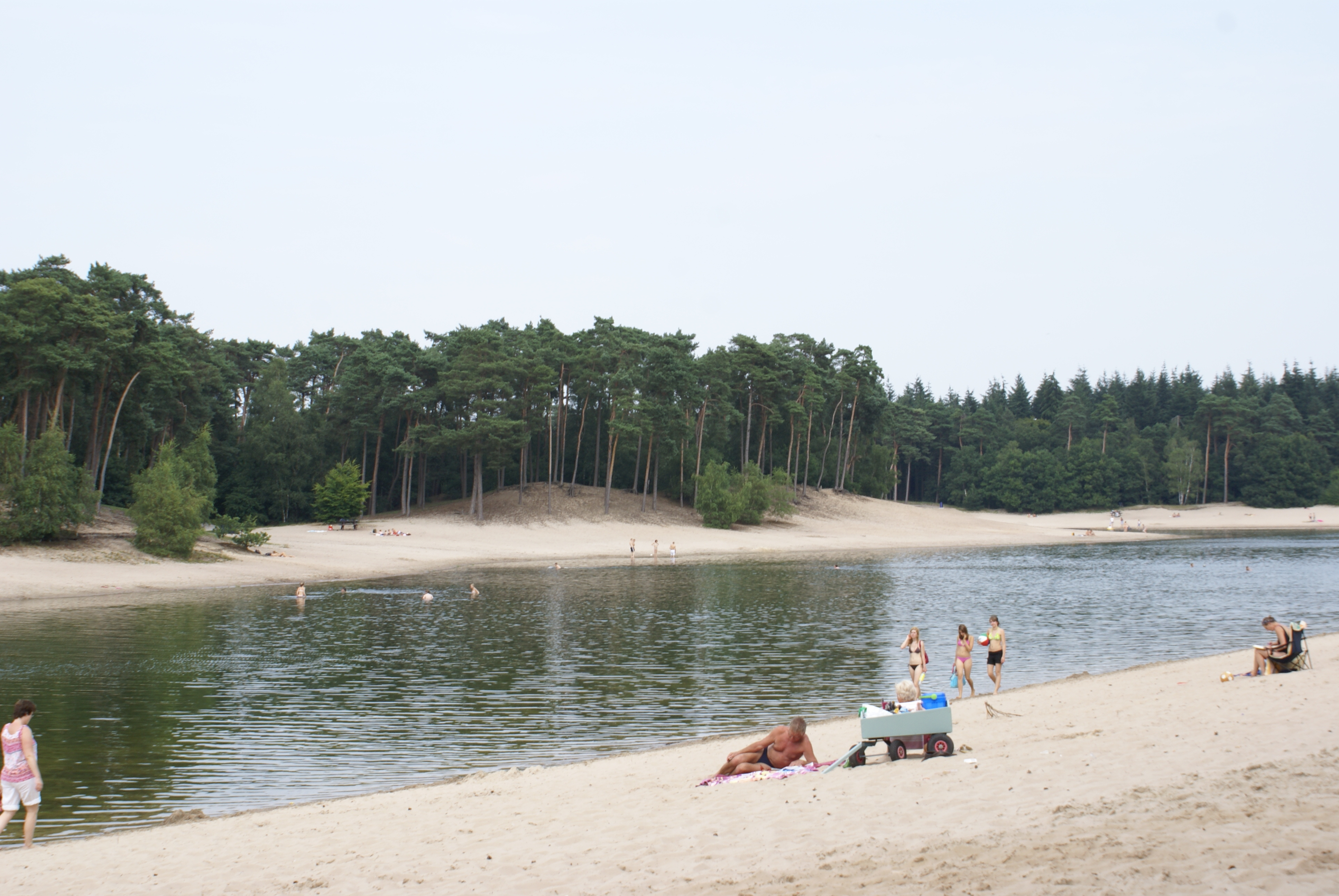
Henschotermeer

- Maarsseveense Plassen, bij  Maarsseveen
- Nedereindse Plas, bij Nieuwegein
- Oortjespad, bij Woerden
- Plas Laagraven, bij Houten
- Recreatieplas Strijkviertel, bij De Meern
- Rietplas, bij Houten
- Vinkeveense Plassen, bij Vinkeveen

### Zeeland

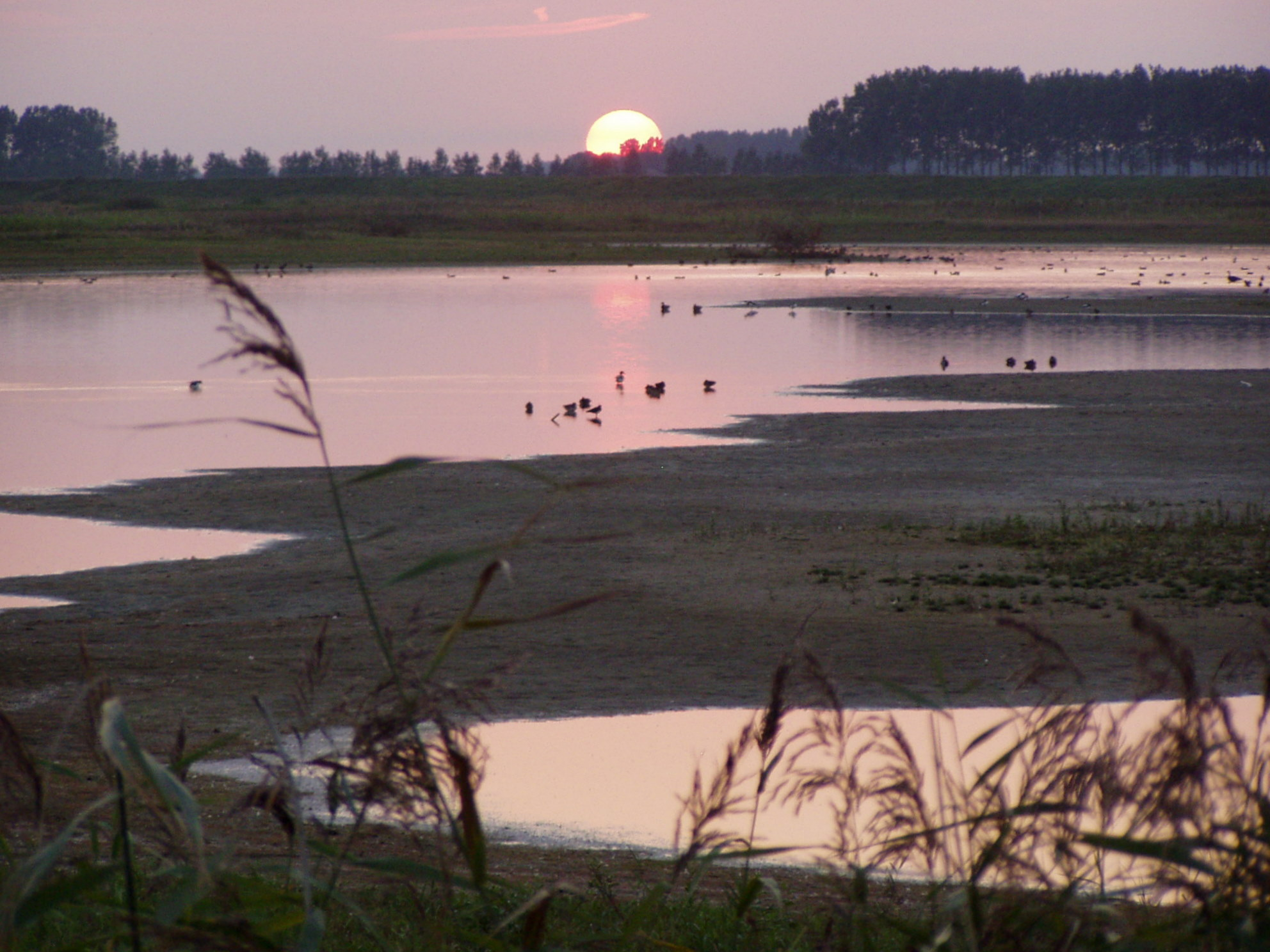
Braakman

- Braakman, bij Biervliet (gemeente Terneuzen)
- Veerse Meer, bij Veere

### Zuid-Holland
- Brielse Meer, bij Brielle
- Dobbeplas, bij Nootdorp
- Gaatkensplas, bij Barendrecht

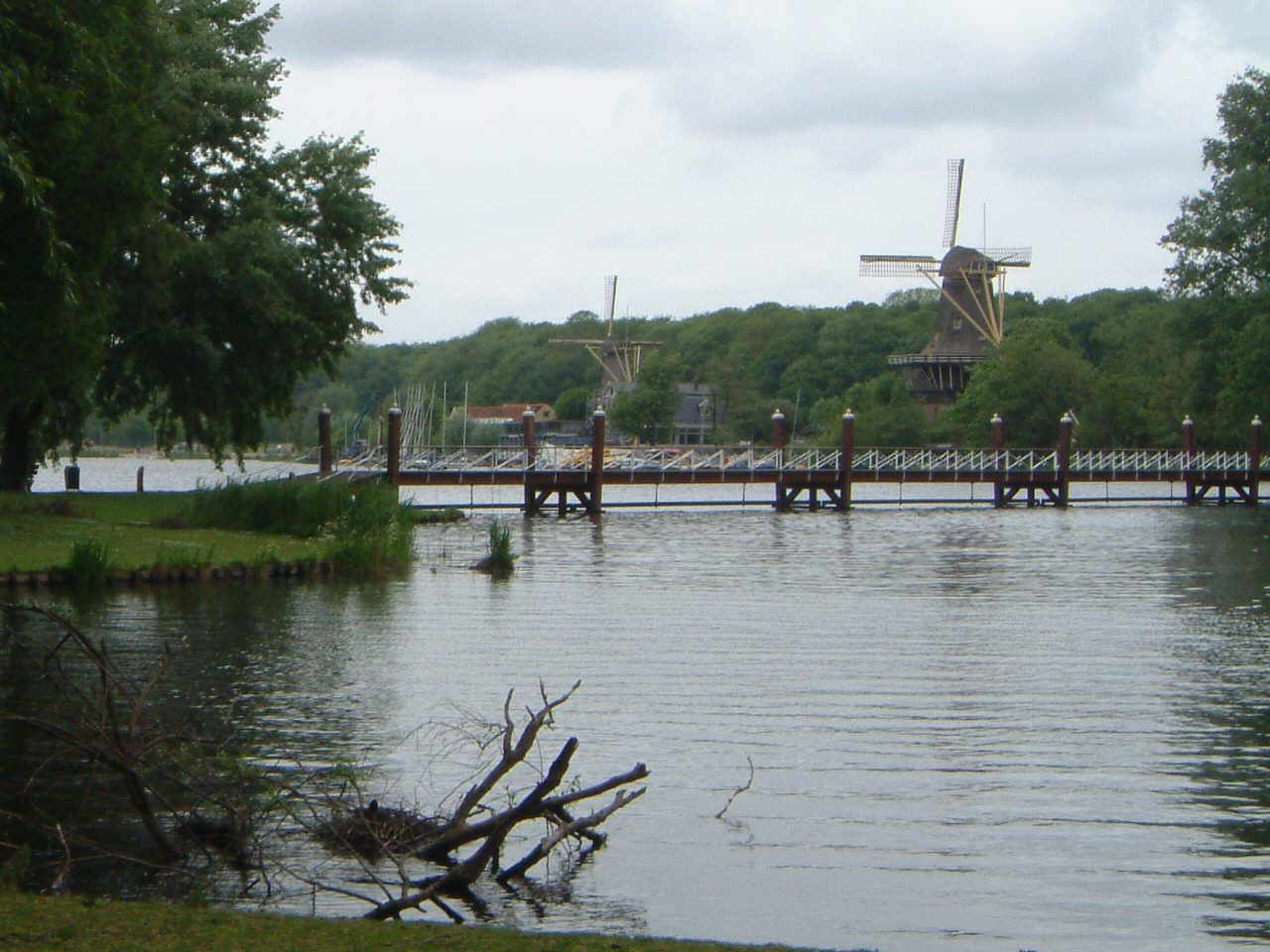
Kralingse Plas

- Grote Plas, bij Delftse Hout, Delft
- Kagerplassen, bij Kaag (dorp)
- Het Kraaiennest, in Midden Delfland
- Kralingse Plas, in Rotterdam
- Krabbeplas, surf plas
- Lammetjeswiel, bij Alblasserdam
- Nieuwkoopse Plassen bij Nieuwkoop
- Noord Aa, bij Zoetermeer
- Plas Merwelanden, bij Dordrecht
- Rottemeren met Zevenhuizerplas, bij Zevenhuizen en Rotterdam-Nesselande
- Slingelandse Plassen, bij Goudriaan
- Valkenburgse Meer, bij Leiden
- Vlietland (recreatiegebied), bij Leidschendam
- De Viersprong (Dordtse Biesbosch), bij Dordrecht
- Wilhelminapark, bij Rijswijk
- Wollebrand, bij Honselersdijk
- Zegerplas, bij Alphen aan den Rijn